# Плакун
Lythrum — це рід квіткових рослин, що нараховує 39 видів, що ростуть у помірному й субтропічному кліматі Євразії, Америки, Африки, Австралії.

## Опис
Це трав'янисті однорічні або багаторічні рослини. Як правило, вони мають квадратні стебла, вузькі сидячі листки і колоски зіркоподібних квітів у відтінках пурпурного, рожевого та білого. Вони особливо пов'язані з болотистими місцевостями, берегами річок і ставків, хоча при вирощуванні вони часто переносять більш сухі умови. У культурі зустрічаються види Lythrum salicaria і Lythrum virgatum.